# Concerto pour violon WoO 5 (incomplet) de Beethoven

Le Concerto pour violon en do majeur, WoO 5 est un concerto de Ludwig van Beethoven composé entre 1790 et 1792.
Seul un fragment manuscrit du premier mouvement de 259 mesures survit, et est conservé à la Gesellschaft der Musikfreunde à Vienne. Il existe un grand débat pour savoir si ce fragment représente une partie d'un mouvement (ou bien d'un concerto entier), dont le reste a été perdu, ou si le mouvement n'a jamais été terminé. Depuis qu'il a été redécouvert en 1870, ce morceau a été « complété » et publié par plusieurs personnes, parmi lesquelles Josef Hellmesberger, Juan Manén, et August Wilhelmj. La première édition critique de cette œuvre a été faite par Willy Hess en 1961.
Le concerto est écrit pour un violon soliste, une flûte, deux hautbois, deux bassons, deux cors et les cordes.